# Ollongren

Geslachtswapen (2002)

Ollongren is de Russische tak van een oud adellijk Fins geslacht waarvan een lid in 2002 in de Nederlandse adel werd ingelijfd.

## Geschiedenis
De stamreeks begint met Olof, wiens zoon, van beroep baljuw van het dorp Pepot bij de stad Porvoo in Finland, vermeld wordt tot 1489. Johann Månsson Ållongren, (†1651), nakomeling in de zesde generatie van de stamvader, werd in 1625 opgenomen in de Zweedse ridderschap (Finland was toen onder Zweedse heerschappij). Aanvankelijk werd het geslacht in 1806 als uitgestorven beschouwd. Later bleek dat na de Vrede van Åbo in 1743, door het afstaan van Finse grond aan Rusland, een tak van de familie aan de Russische kant van het toen opgesplitste Finland was beland. Midden negentiende eeuw verhuisde een telg naar Rusland. Hij spelde de familienaam voortaan als ‘Ollongren’, net als zijn afstammelingen. De volgende generatie verhuisde na de Russische Revolutie naar Frankrijk. Alexander Ollongren (1901-1989), geboren in Kiev, werkte tussen 1920 en 1932 op Java en Sumatra in Nederlands-Indië; hij werd in 1933 Nederlands staatsburger. Zijn zoon, eveneens Alexander genaamd (1928-2025) werd met zijn afstammelingen ingelijfd in de Nederlandse adel met het predicaat jonkheer/jonkvrouw, overgaande in de mannelijke lijn.

### Wapenbeschrijving
In blauw twee gouden afhangende eikels, groen gedopt en goud gesteeld, de stengels zonder bladeren en ineengevlochten tot een lus. Een aanziende helm; wrong en dekkleden goud en blauw; helmteken de eikels van het schild tussen een zwarte vlucht.

## Enkele telgen
Constantin Ollongren (1828-1874), officier; trouwde in 1858 met Alexandra Petrovna Okonisjnikov (1837-1901), gouvernante van de grootvorsten Nicolaas en George
- Vladimir Ollongren (1867-1943), werd als zoon van de gouvernante van de latere tsaar Nicolaas II samen met de jonge tsarevitsj onderwezen,[3] militair commandant van Sebastopol, stadsprefect van Baku, emigreerde na de revolutie naar Frankrijk
  - Alexander Ollongren (1901-1989), werd in 1933 Nederlands staatsburger, lid van de Finse adel
    - Prof. jhr. dr. Alexander Ollongren (1928-2025), hoogleraar informatica en astronomie aan de Rijksuniversiteit Leiden, lid van de gemeenteraad van Oegstgeest, chef de famille
      - Jkvr. drs. Karin Hildur (Kajsa) Ollongren (1967), gezant van de Europese Unie voor de mensenrechten, daarvoor minister van Defensie in kabinet-Rutte IV, vicepremier en minister van Binnenlandse Zaken en Koninkrijksrelaties in kabinet-Rutte III, wethouder en eerste locoburgemeester van Amsterdam, secretaris-generaal van het ministerie van Algemene Zaken.
      - Jhr. Peter Ollongren (1970), vermoedelijke opvolger als chef de famille

    - Helene Ollongren (1931), wonende in Frankrijk (2018); trouwde in 1962 met Pierre Justin Léon Herquelle (†2001), fotograaf
    - Dr. Lydia Ollongren (1932), psychologe, wonende in Duitsland (2018)
    - Tamara Ollongren (1935), wonende in Florida (2018)